# Hakuchō
Hakuchō (japanisch はくちょう, „Schwan“) war der erste japanische Satellit für Röntgenastronomie. Der ursprüngliche Name des Projekts bis zum Start war CORSA-B 
(Cosmic Radiation Satellite B).
Der ebenfalls am Institute of Space and Astronautical Science entwickelte Vorgänger CORSA-A hatte am 4. Februar 1976 durch eine Fehlfunktion der Trägerrakete die Erdumlaufbahn nicht erreicht.
Hakuchō wurde am 21. Februar 1979 mit einer Mu-3C-Rakete vom Kagoshima Space Center aus gestartet. Am 16. April 1985 ging die Mission mit dem Wiedereintritt in die Erdatmosphäre zu Ende. Hakuchō hatte drei wissenschaftliche Instrumente für den Energiebereich von 0,1 bis 100 keV an Bord. Hakuchō erbrachte neue Erkenntnisse besonders zu veränderlichen Röntgenquellen am Himmel wie Pulsaren, und zu Quellen mit Ausbrüchen verstärkter Röntgenstrahlung.

## Weitere japanische Satelliten zur Röntgenastronomie
- Tenma (ASTRO-B, 1983)
- Ginga (ASTRO-C, 1987)
- Advanced Satellite for Cosmology and Astrophysics (ASTRO-D, 1993)
- ASTRO-E (2005)
- ASTRO-F (2006)
- Hitomi (ASTRO-H, 2016)